# 1510 Charlois
1510 Charlois (mednarodno ime je tudi 1510 Charlois) je asteroid v glavnem asteroidnem pasu. 

## Odkritje
Asteroid je odkril André Patry 22. februarja 1939 v Nici . 
Imenuje se po francoskem astronomu Augustu Charloisu.

## Lastnosti
Asteroid Charlois obkroži Sonce v 4,36 letih. Njegova tirnica ima izsrednost 0,150, nagnjena pa je za 11,480° proti ekliptiki. Njegov premer je 23,80 km .